# 構象改變
在分子生物學裡，一個蛋白質可能為了執行新的功能而改變去形狀；每一種可能的形狀被稱為构象，而在其之間的轉變即稱為构象改變（英語：Conformational change）。
它通常會改變蛋白質的三級結構，而此結構正好是決定蛋白質功能的重要結構。
构象改變可能是由許多不同的因素所造成的，如溫度、酸鹼值或配體對一受器的鍵結。